# Faianç Català
El Faianç Català fue un taller de cerámica creado en 1891 en Sabadell por Marià Burguès. Con el tiempo se instauró una filial en Barcelona que serviría de punto de venta de objetos cerámicos.

## La tienda se convierte en Sala de Arte
El sobrino de Burguès, Santiago Segura, transformó la tienda de Barcelona en una sala de exposiciones de arte, con la ayuda de personajes de la época como Miquel Utrillo, Xavier Nogués y Xènius. Entre las muestras del Faianç se pudieron ver las exposiciones más representativas del novecentismo catalán.
Dentro del circuito cultural que surgió a raíz del Faianç se creó el grupo artístico Les Arts i els Artistes y se apoyó a la creación de varias revistas ("Picarol", "Revista Nova", "Papitu" y "Vell i Nou").
La tienda de Faianç Català en Barcelona sirvió de base para la creación de una nueva filial, Galeries Laietanes, que serviría sólo de galería de arte, dejando así el local inicial como una tienda normal de cerámica y objetos artísticos.